# Njala
Njala é uma cidade no distrito de Moyamba, na Província do Sul, em Serra Leoa. Fica a 200 quilômetros a leste de Freetown e abriga a Universidade de Njala, a segunda maior universidade de Serra Leoa, depois do Fourah Bay College. A universidade atrai estudantes de muitos países da África Ocidental.